# Alexandra Vecic
Alexandra Vecic (* 7. Januar 2002 in Singen) ist eine deutsche Tennisspielerin.

## Karriere
Vecic spielt bislang vor allem auf der ITF Juniors Tour und der ITF Women’s World Tennis Tour.
Bei den Nationalen Deutschen Hallen-Tennismeisterschaften 2017 erreichte sie als Qualifikantin das Hauptfeld im Dameneinzel, wo sie in der ersten Runde gegen Lara Schmidt mit 3:6 und 3:6 verlor.
Bei den Internationalen Württembergischen Damen-Tennis-Meisterschaften um den Stuttgarter Stadtpokal 2018 erhielt sie eine Wildcard einen Startplatz im Hauptfeld des Dameneinzels und erreichte mit einem Sieg über die an Position vier gesetzte Ekaterine Gorgodse das Achtelfinale, wo sie gegen Yvonne Cavalle-Reimers knapp in drei Sätzen verlor. Bei den Braunschweig Women’s Open 2018 erhielt sie ebenfalls eine Wildcard und erreichte mit einem Sieg über Caroline Werner das Achtelfinale und verlor anschließend gegen Gréta Arn.
Bei den French Open 2019 startete sie im Juniorinneneinzel, scheiterte aber bereits in der ersten Runde. Ebenso im Juniorinneneinzel von Wimbledon 2019 und bei den US Open 2019. Bei den Nationalen Deutschen Hallen-Tennismeisterschaften 2019 erreichte sie das Viertelfinale. Außerdem gewann sie 2019 den Titel im Einzel bei den J1 Villena.
2020 erreichte sie das Halbfinale im Juniorinneneinzel der Australian Open. Bei den French Open 2020 erreichte sie das Viertelfinale im Juniorinneneinzel. Bei den Nationalen Deutschen Hallen-Tennismeisterschaften 2020 erreichte sie das Halbfinale.